# Lichères
Lichères é uma comuna francesa na região administrativa da Nova Aquitânia, no departamento de Charente. Estende-se por uma área de 4,94 km². Em 2010 a comuna tinha 88 habitantes (densidade: 17,8 hab./km²).